# Landgraf

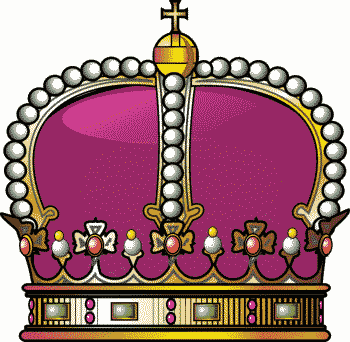
Heraldyczna korona landgrafa

Landgraf (łac. comes magnus, comes patriae, comes provinciae, comes terrae, comes principalis, lantgravius, niem. Landgraf) – tytuł władcy feudalnego w Świętym Cesarstwie Rzymskim, który jako hrabia bezpośrednio podlegał cesarzowi, zarządzając ziemią nadaną bezpośrednio przez samego władcę.
Dawniej słowo landraf tłumaczono na hrabia powiatowy.
Po raz pierwszy występuje w źródłach w Dolnej Lotaryngii w 1086. Landgrafowie należeli do rangi książąt Rzeszy (Reichsfürst), w hierarchii zajmowali miejsce między księciem udzielnym (Herzog) a hrabią. Najczęściej tytuł landgrafa nadawany był na ziemiach, na których zabrakło dziedzicznych książąt plemiennych, dla wzmocnienia i lokalnego egzekwowania władzy cesarskiej (królewskiej). Terytorialnie ziemie podległe landgrafom odpowiadały zazwyczaj dawnym administracyjnym okręgom (Gau), podległym wcześniej frankijskim hrabiom.
W XVIII i XIX wieku większość landgrafów uzyskała tytuł księcia (Herzog), a po upadku cesarstwa w 1806, zwłaszcza po kongresie wiedeńskim w 1815, także suwerenność.

Ostatnim, używającym do I wojny tytułu landgrafa, był władca Hesji-Homburg; tytuł był od 1866 dziedziczony przez linię Hessen-Darmstadt.

## Najstarsze landgrafostwa
w Lotaryngii
- Brabancja
- Geldria
- Hochstaden

w Alzacji
- Dolna Alzacja
- Górna Alzacja

w Szwabii
- Breisgau
- Baar
- Hegau
- Klettgau

w niemieckojęzycznej Szwajcarii
- Buchsgau
- Frickgau
- Sisgau
- Aargau
- Thurgau
- Zürichgau
- Burgund

w innych regionach
- Heiligenberg (Linzgau)
- Nellenburg
- Sausenberg
- Stühlingen (Alpgau)
- Sundgau
- Niederelsass
- Hafferberg
- Hesja
- Leuchtenberg
- Stefling
- Leiningen (Wormsgau)
- Turyngia